# بولسياغو
بولسياغو (Brianzöö: Bilciàch) هي كومونا (بلدية) في مقاطعة ليكو في المنطقة الإيطالية لومبارديا،وتقع على بعد حوالي35 كيلومترات (22ميل) شمال شرق ميلانو وحوالي 14 كيلومترات (9ميل) جنوب غرب ليكو، واعتبارا من 31 ديسمبر2004،وبلغ عدد سكانها 2811 نسمة وتبلغ مساحتها 3.1 كيلومترات مربع (1.2ميل مربع ).
تحد بولسياغو البلديات التالية : بارزاغو،كاساغو بريانزا،كوستا ماسناغا، كريميلا، غارباغنيت موناستيرو،نيبيونو.

## مواطنون مشهورون
- فيتوريو أريجوني ، مراسل وناشط وكاتب إيطالي